# Данте Егзам
Данте Егзам (енгл. Danté Exum; Мелбурн, 13. јул 1995) аустралијски је кошаркаш. Игра на позицијама плејмејкера и бека, а тренутно наступа за Далас мавериксе.

## Каријера
Егзам је на НБА драфту 2014. године одабран као 5. пик од стране Јута џеза. Дана 11. јула 2014. потписао је и руки уговор са Јута џезом. У августу 2015. задобио је тешку повреду колена због које је пропустио читаву наредну НБА сезону. У октобру 2017. подвргао се операцији рамена, те је прву утакмицу у сезони 2017/18. одиграо тек 15. марта 2018. године. У децембру 2019. је трејдован у Кливленд кавалирсе. У јануару 2021. је трејдован у Хјустон рокетсе. Због повреде није наступио ни на једној утакмици за Хјустон, након чега је у октобру исте године отпуштен. За седам година у НБА лиги, Егзам је у дресу Јуте и Кливленда одиграо 245 утакмица у регуларној сезони уз просек од 5,7 поена, 1,8 скокова и 2,4 асистенције по мечу. У децембру 2021. је потписао уговор са Барселоном. Провео је у клубу остатак такмичарске 2021/22. и учествовао је у освајању Купа Шпаније. У јулу 2022. је потписао уговор са Партизаном. Са Партизаном је у сезони 2022/23. освојио Јадранску лигу и изборио пласман у четвртфинале Евролиге. Након сезоне у Партизану, Егзам се у јулу 2023. вратио у НБА лигу и потписао за Далас мавериксе.
Са репрезентацијом Аустралије освојио је златну медаљу на Океанијском првенству 2013. године. Боје националног тима бранио је и на Светском првенству 2014. године. На Олимпијским играма 2021. у Токију освојио је бронзану медаљу са Аустралијом.

## Успеси

### Клупски
- Барселона:
  - Куп Шпаније (1): 2022.

- Партизан:
  - Јадранска лига (1): 2022/23.

### Репрезентативни
- Олимпијске игре:  2020.
- Океанијско првенство:  2013.

### Појединачни
- Идеална стартна петорка Јадранске лиге (1): 2022/23.